# FK Sajana Chaskovo
FK Sajara Chaskovo (Bulgaars: ФК Саяна Хасково ) is een Bulgaarse voetbalclub uit de stad Chaskovo.

## Geschiedenis
De club werd in 2012 opgericht als FK Izvor Gorski Izvor in het dorpje Gorski Izvor. In 2020 promoveerde de club naar de derde klasse. In 2021 verhuisde de club naar Chaskovo en nam de naam FK Sajana aan en fuseerde met traditieclub FK Chaskovo. In 2022 werd de club vicekampioen achter FK Kroemovgrad. 